# Ragi
Ne doit pas être confondu avec Raggi.
Un ragi est un terme utilisé dans le sikhisme pour désigner un musicien qui chante et joue des hymnes dans un temple, un gurdwara, lors des offices de prières, les kirtans. Le terme kirtani peut être utilisé pour ces musiciens. Le mot ragi est de la même racine que râga, la musique tant jouée sur le sous-continent indien. Les musiciens qui jouent ces hymnes sont aussi dénommés dhadis pour ceux qui jouent du tambour, et, rababi pour les joueurs de rebec. La musique dans les temples sikhs étaient chère aux yeux du troisième Guru du sikhisme, Guru Amar Das. Les hymnes qui peuvent être pris comme des leçons moralistes ou pour méditer la sagesse divine sont toujours joués en présence du Livre saint: le Guru Granth Sahib.